# Карамелізоване яблуко
Карамелізовані яблука або ірискові яблука — це цілі яблука, вкриті шаром карамелі. Їх створюють шляхом занурення або обкачування яблук на паличці в гарячій карамелі, іноді потім обкачуючи їх у горіхах або інших дрібних солоних чи кондитерських виробах, і даючи їм охолонути. Коли додаються ці додаткові інгредієнти, такі як горіхова посипка, карамелізоване яблуко може називатися тягучкою.

## Виробництво

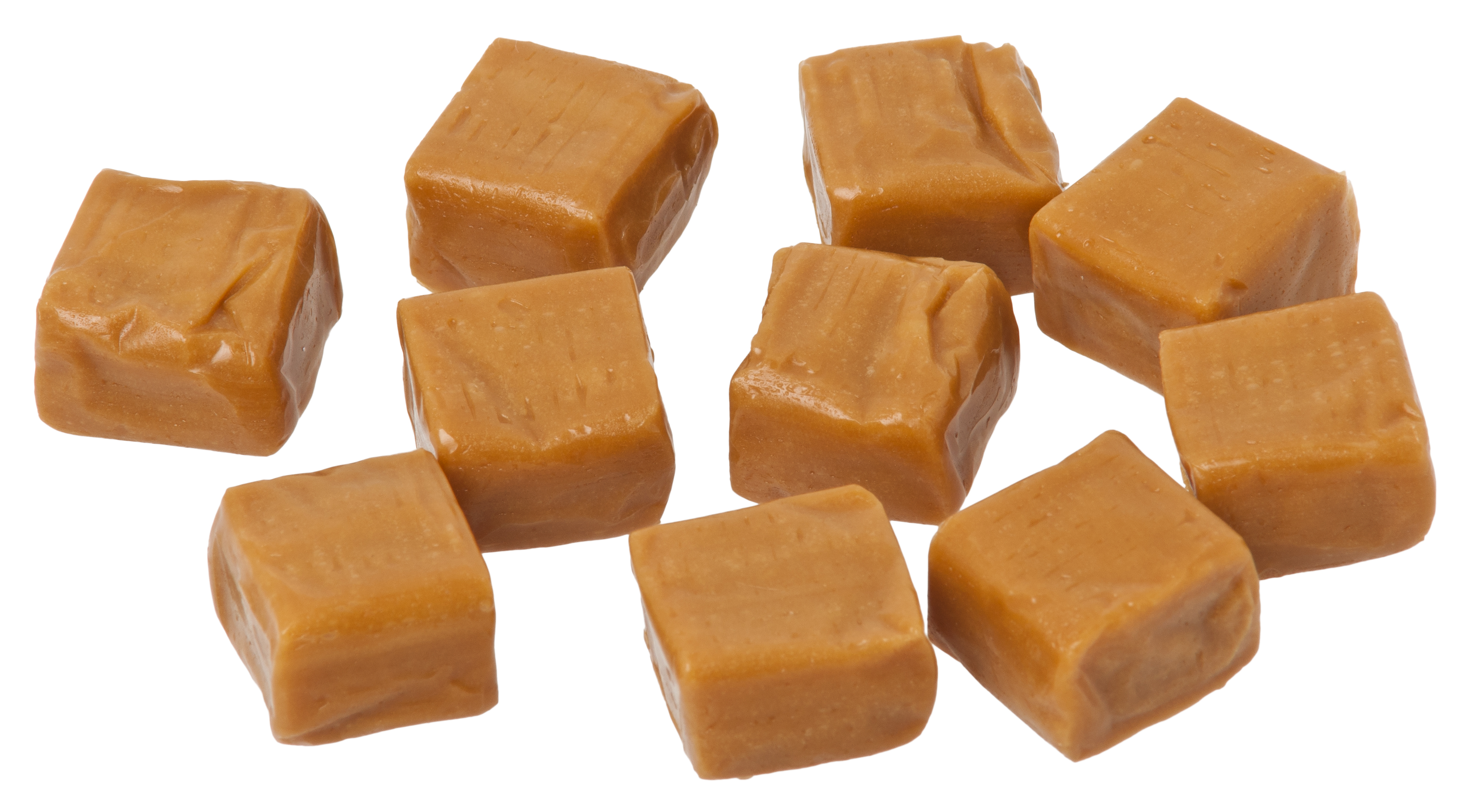
Пакети з карамельками зазвичай продаються в осінні місяці в Америці для приготування карамелізованих яблук.

Для великосерійного виробництва карамелізованих яблук лист карамелі можна обернути навколо яблука, а потім нагріти яблуко, щоб карамель рівномірно розплавилася на ньому. Це створює твердішу карамель, яку легше транспортувати, але важче їсти. Приготування карамелізованих яблук вдома зазвичай передбачає розтоплення куплених карамельних цукерок для занурення або приготування домашньої карамелі з таких інгредієнтів, як кукурудзяний сироп, коричневий цукор, вершкове масло та ваніль. Домашня карамель зазвичай дає м’якше та кремоподібніше покриття.
В останні роки,[коли?] стає все більш популярним прикрашати карамелізовані яблука до таких свят, як Геловін. Методи, які використовуються для цього, включають нанесення цукру або солі на розм’якшену карамель, занурення охолоджених, затверділих яблук у білий або молочний шоколад, або розфарбовування готових карамелізованих яблук білим шоколадом, пофарбованим харчовими барвниками.
Класично, переважними яблуками для використання в карамелізованих яблуках є кислуваті яблука з хрусткою текстурою, такі як Гренні Сміт.

## Історія

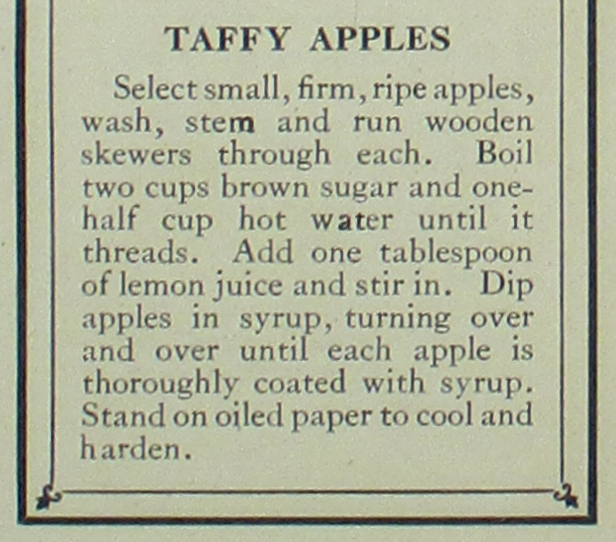
Ранній рецепт карамелізованих яблук з книги про дитячі вечірки 1923 року. У рецепті використовується глазур з карамелі на основі коричневого цукру.

Компанія Hunter's Candy в Москві, штат Айдахо, почала продавати карамелізовані яблука в 1936 році. Карамелізовані яблука з твердим покриттям існували з кінця 19 століття, але Hunter's Candy створила нове частування, покривши яблука своєю карамеллю. Під час Другої світової війни ці яблука відправляли за кордон солдатам у Корею, Японію та Англію.
У 1948 році сім'я Каструп заснувала компанію The Affy Tapple Company в Чикаго. Рецепт їхніх карамелізованих яблук походить від Едни Каструп і досі використовується для їхньої лінійки "The Original Caramel Apple"
У 1960 році Віто Раймонді запатентував першу автоматичну машину для виготовлення карамелізованих яблук, яка замінила значну частину ручного процесу виробництва.

## Зовнішні посилання
- Рецепт карамелізованих яблук. allrecipes.com.